# Santia compacta
Santia compacta là một loài chân đều trong họ Santiidae. Loài này được Sivertsen & Holthuis miêu tả khoa học năm 1980.